# اگمه
اگمه (به فرانسوی: Agmé) یک کامین در فرانسه است که در Canton of Marmande-Est واقع شده‌است.

## خصوصیات
اگمه ۵٫۰۱ کیلومترمربع مساحت و ۱۳۱ نفر جمعیت دارد و ۷۰ متر بالاتر از سطح دریا واقع شده‌است.